# Дубечно (Волынская область)
Дубе́чно (укр. Дубечне) — село в Ковельском районе Волынской области Украины. Административный центр Дубечненской сельской общины.
До 2020 года входило в Старовыжевский район.
Село расположено на правом берегу реки Лютка, правого притока Припяти.
Код КОАТУУ — 0725081301. Население по переписи 2001 года составляет 2395 человек. Почтовый индекс — 44412. Телефонный код — 3346. Занимает площадь 9,223 км².